# Укерт, Фридрих Август
Фридрих Август Укерт (нем. Friedrich August Ukert; 1780—1851) — немецкий историк, филолог, географ, библиотекарь

 и педагог.

## Биография
Фридрих Август Укерт родился 28 октября 1780 года в городе Ойтине. Учился в Галле-Виттенбергском (под началом Фридриха Августа Вольфа) и Йенском университетах; в Йене среди его педагогов были Иоганн Генрих Фосс, Иоганн Якоб Грисбах и Христиан Готфрид Шюц.
После окончания учебы он работал репетитором, сначала в Данциге, затем в Веймаре, где он обеспечивал образование для двух сыновей покойного Фридриха Шиллера. В 1808 году Фридрих Август Укерт переехал в Готу, где служил инспектором в Gymnasium Illustre. Вскоре после этого он стал библиотекарем в герцогской библиотеке города, где проработал до самой смерти, занимая на тот момент титул главного библиотекаря в Готе. 
Первые его труды были посвящены исторической географии; в 1815 году вышло его исследование о географии Гомера, в 1816 году — по географии греков и римлян и ряд историко-географических описаний и повествований. 
С 1828 году Укерт вместе с Арнольдом Германом Людвигом Геереном предпринял издание сочинений по истории отдельных европейских государств («Geschichte der Europäicshen Staaten»), много содействовавшее распространению исторического интереса и в Германии, и в Европе. Дело это продолжал затем Гизербехт. Издание так и не было не окончено; последние тома были посвящены истории Бельгии и Финляндии. 
С 1835 года Укерт вместе с Христианом Фридрихом Вильгельмом Якобсом издавал «Merkwürdigkeiten d. herzgl. Bibliothek zu Gotha».
Фридрих Август Укерт умер 18 мая 1851 года в городе Готе.
В 1935 году в честь учёного был назван небольшой ударный кратер в центральной части видимой стороны Луны.